# アクアライナー (高速バス)
アクアライナーは東京都新宿区・渋谷区と千葉県木更津市を結ぶ高速バスの愛称である。小湊鉄道（木更津営業所が担当）と小田急ハイウェイバス（世田谷営業所が担当）による共同運行で、2008年9月1日に運行開始 された。
なお、愛称の「アクアライナー」については、公式サイトの路線案内では用いられていない。

## 概要
新宿駅と三井アウトレットパーク木更津、木更津駅西口の間を東京湾アクアライン経由で結ぶ高速バス路線である。所要時間は約60分から90分である。
2008年の運行開始後に随時増便 され、2018年2月現在、木更津駅発着便が平日36往復（土休日は下り35本・上り34本）、三井アウトレットパーク発着便が下り4本・上り5本（土休日は下り5本・上り6本）運行されている。
中央環状品川線の開通に伴い、2015年3月11日から首都高中央環状線経由に変更して運行されている。
2016年4月4日より、木更津駅西口発着便の一部が新宿南口（バスタ新宿）に、三井アウトレットパーク発着便の1往復がハイアットリージェンシー東京に乗り入れ開始。同年6月11日より、木更津金田バスターミナルの新設移転に伴い同ターミナルへ新規乗り入れ開始。

## 経路
「新宿駅西口」バス停留所は小田急ハルク前35番のりば（新宿駅のバス乗り場を参照）。

### 木更津駅西口発着
下り
- 新宿駅西口 → 新宿南口（バスタ新宿） → 木更津金田バスターミナル → 袖ケ浦バスターミナル → 木更津駅西口
  - 新宿6時30分発と18時10分発以降の便のみ新宿駅西口始発で、一部は新宿南口を経由しない[10]。その他の便は新宿南口始発。
  - 木更津金田バスターミナルは一部の便のみ経由。
  - 新宿23:30発は深夜バスとして倍額運賃となる[4]。

上り
- 新宿南口（バスタ新宿） ← 木更津金田バスターミナル ← 袖ケ浦バスターミナル ← 木更津駅西口
- 新宿駅西口 ← 角筈二丁目（新宿駅南口西） ← 袖ケ浦バスターミナル ← 木更津駅西口
  - 木更津駅西口平日20時40分（土休日は21時10分）発以降の便は新宿南口を経由せず、新宿駅西口手前の甲州街道沿い「角筈二丁目」停留所に停車する[4][10]。その他の便は新宿南口が終点。
  - 木更津金田バスターミナルは新宿南口行きの一部の便のみ経由。

### 三井アウトレットパーク発着
- ハイアットリージェンシー東京 - 新宿駅西口 - 三井アウトレットパーク
  - ハイアットリージェンシー東京は1往復のみ経由[2][4]。

## 運賃・乗車券

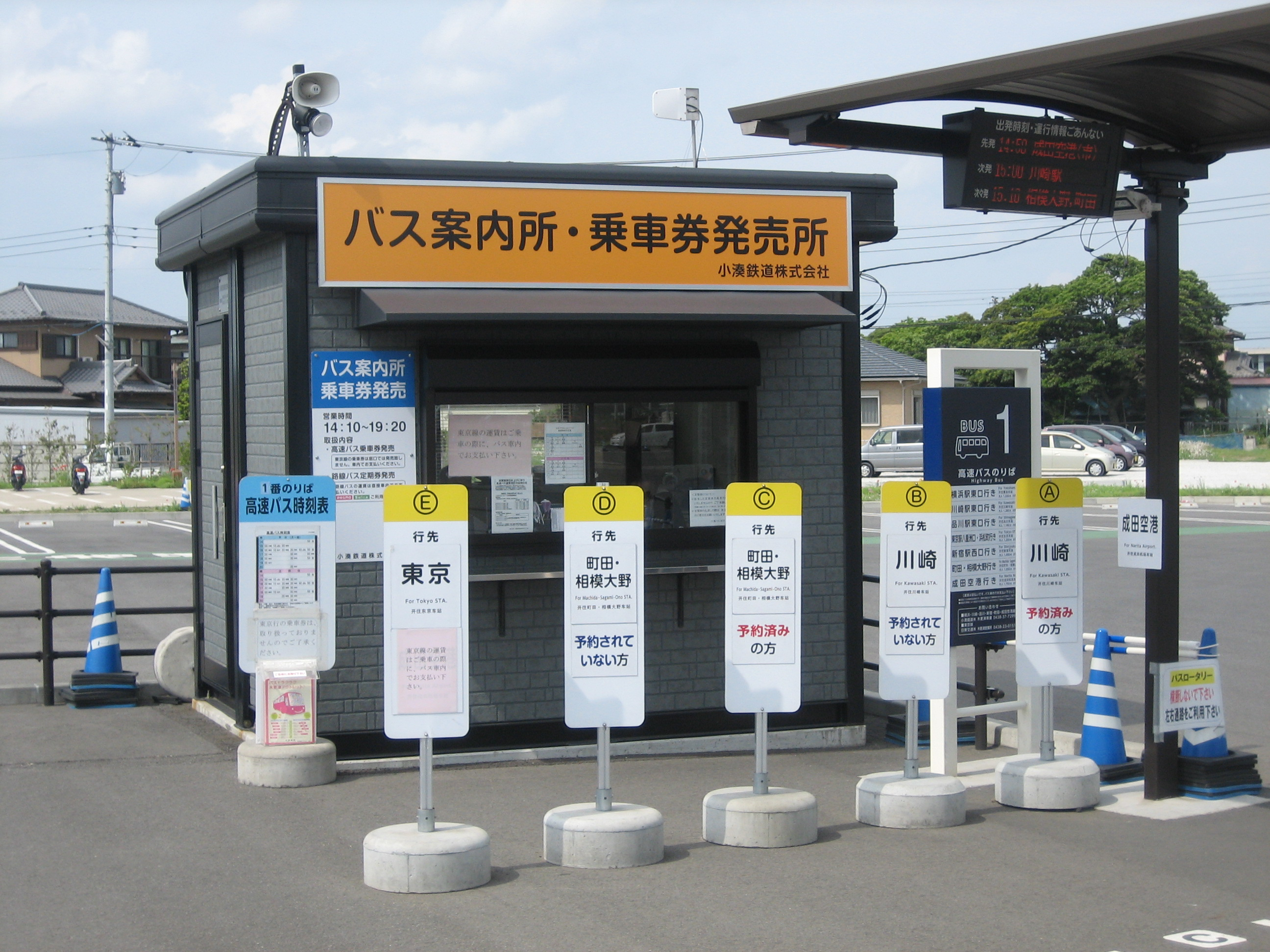
三井アウトレットパーク木更津内にあるバス案内所・乗車券発売所

乗車は先着順で事前予約はできず、満員になった場合は乗車できない。小湊鉄道・小田急シティバスともにPASMO・Suicaなど交通系ICカードが利用できる。バス利用特典サービスは対象外。
障害者手帳（身体障害者手帳、療育手帳）の提示により、障害者割引運賃が適用される。精神障害者保健福祉手帳による割引制度はない。
新宿 - 木更津線は、大人運賃は新宿 - 袖ケ浦バスターミナルまで1,500円、木更津駅まで1,600円（小人半額）。定期券（通勤・通学）と回数券を発売している。
新宿 - 三井アウトレット線は、大人運賃は1,500円（小人半額）。高速バス往復運賃（3,000円）と三井アウトレットパーク木更津のお買物券（2,500円分）をセットにした「三井アウトレットパーク木更津バスセット券」を5,000円で発売しており、三井アウトレットパーク木更津行きのバス車内で乗務員から現金のみで購入できる。
乗車券類は以下の場所で販売している。
- 小田急ハイウェイバス世田谷営業所[4]
  - かつては新宿駅西口35番のりば前、小田急ハルク1階にあった「小田急高速バス案内所」でも販売していたが、バスタ新宿開業後の2017年3月31日をもって乗車券の発売を終了し[11]、同年6月15日をもって閉所した[12]。
- 木更津金田バスターミナル
- 袖ケ浦バスターミナル
- 袖ケ浦駅北口案内所
- 木更津駅バス総合案内センター（スパークルシティ木更津1階）
- 三井アウトレットパーク木更津 バス案内所

## その他
- 8月に開催される木更津港まつり期間中は、木更津駅の乗降場所は東口に変更される[13][14][15]。
- 10月に開催される ちばアクアラインマラソン 開催当日は減便した臨時ダイヤが組まれ、一部の便が東関東自動車道・館山自動車道経由で迂回運行する[16]。
- 台風に伴う暴風や濃霧発生時に東京湾アクアラインが通行止めになったり、積雪がある際などには運休する場合がある。
- 貸切バス事業者の 房総エキスプレス（本社：木更津市）は、かつて東京駅 - 木更津駅・君津駅間で、ほぼ同名のツアーバス「東京アクアライナー」（2013年7月31日運行休止[17]）を運行していたが[18]、当路線とは関係がない。なお房総エキスプレスは、2013年の新高速乗合バス制度開始によりツアーバスから撤退。現在は貸切バスツアー「アクアツアー」[19] を催行している。